# Pongo de Rentema

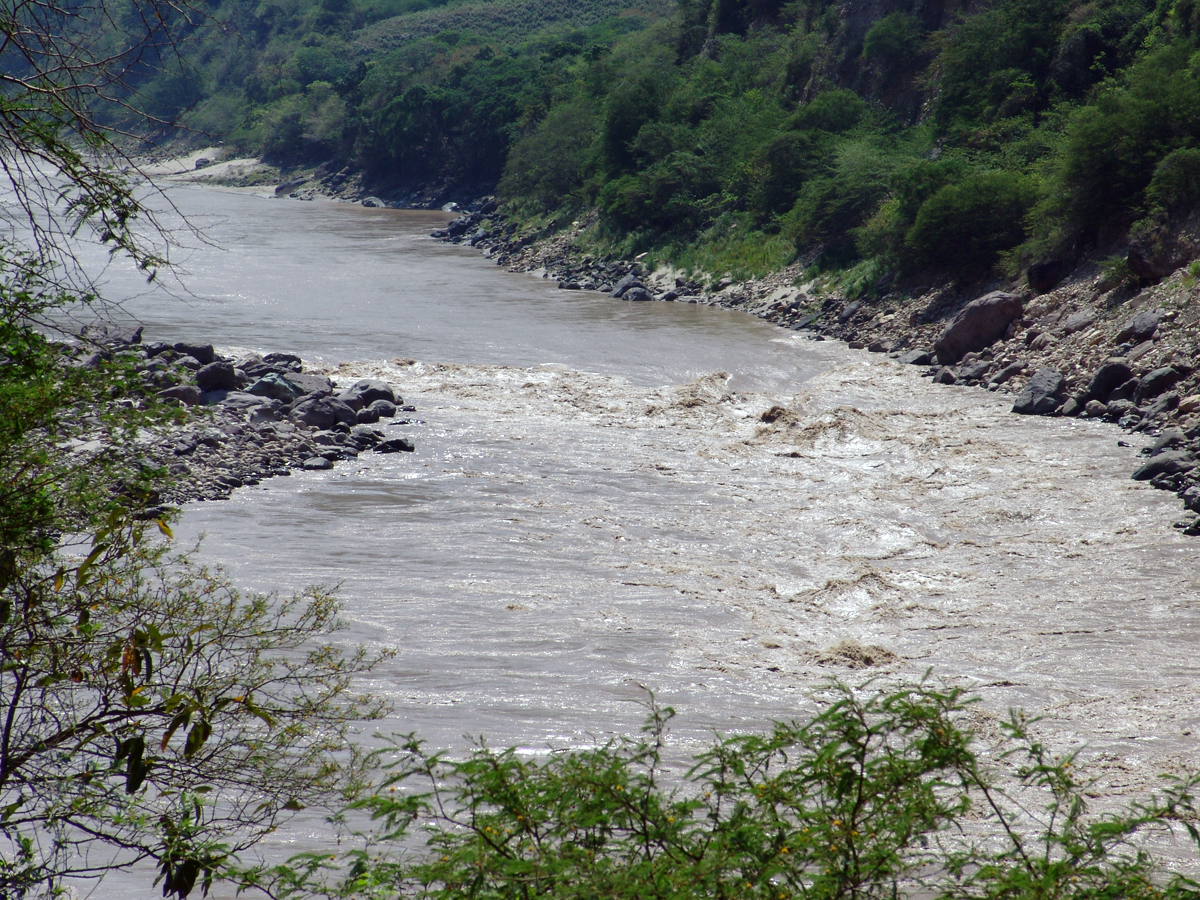
Le Pongo de Rentema.

Le Pongo de Rentema est une gorge  située à environ 30 kilomètres de la ville de Bagua Grande, dans la Province de Bagua, Région d’Amazonas au Pérou. Après avoir traversé la dépression aride de Bagua, le Marañón franchit une gorge entaillant les reliefs de la cordillère orientale, appelée localement cordillère de Colán.

## Géographie
D'une longueur de plus de 2 km, le Pongo de Rentema accuse une largeur d'environ 60 m dans son tronçon le plus étroit. Avant de disparaître dans le Pongo, la rivière Marañón reçoit, au nord-ouest, les eaux de la rivière Chinchipe qui coulent depuis l'Équateur et, au sud-est, les eaux de la rivière Utcubamba qui drainent les montagnes de Chachapoyas (Amazonas).

## Illustrations

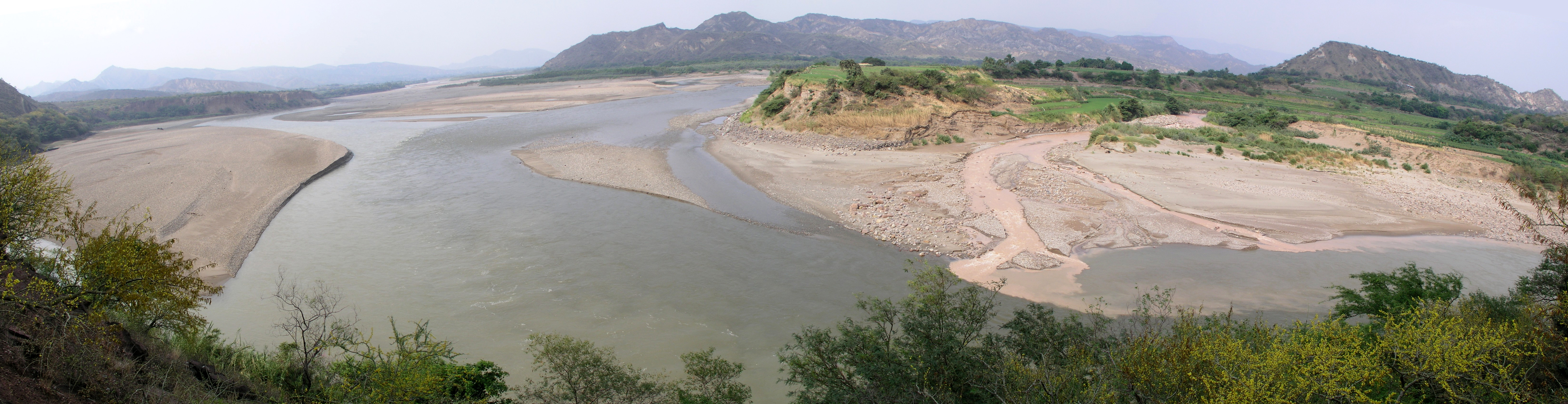
Confluence des rivières Chinchipe et Marañon à l'entrée du Pongo de Rentema.
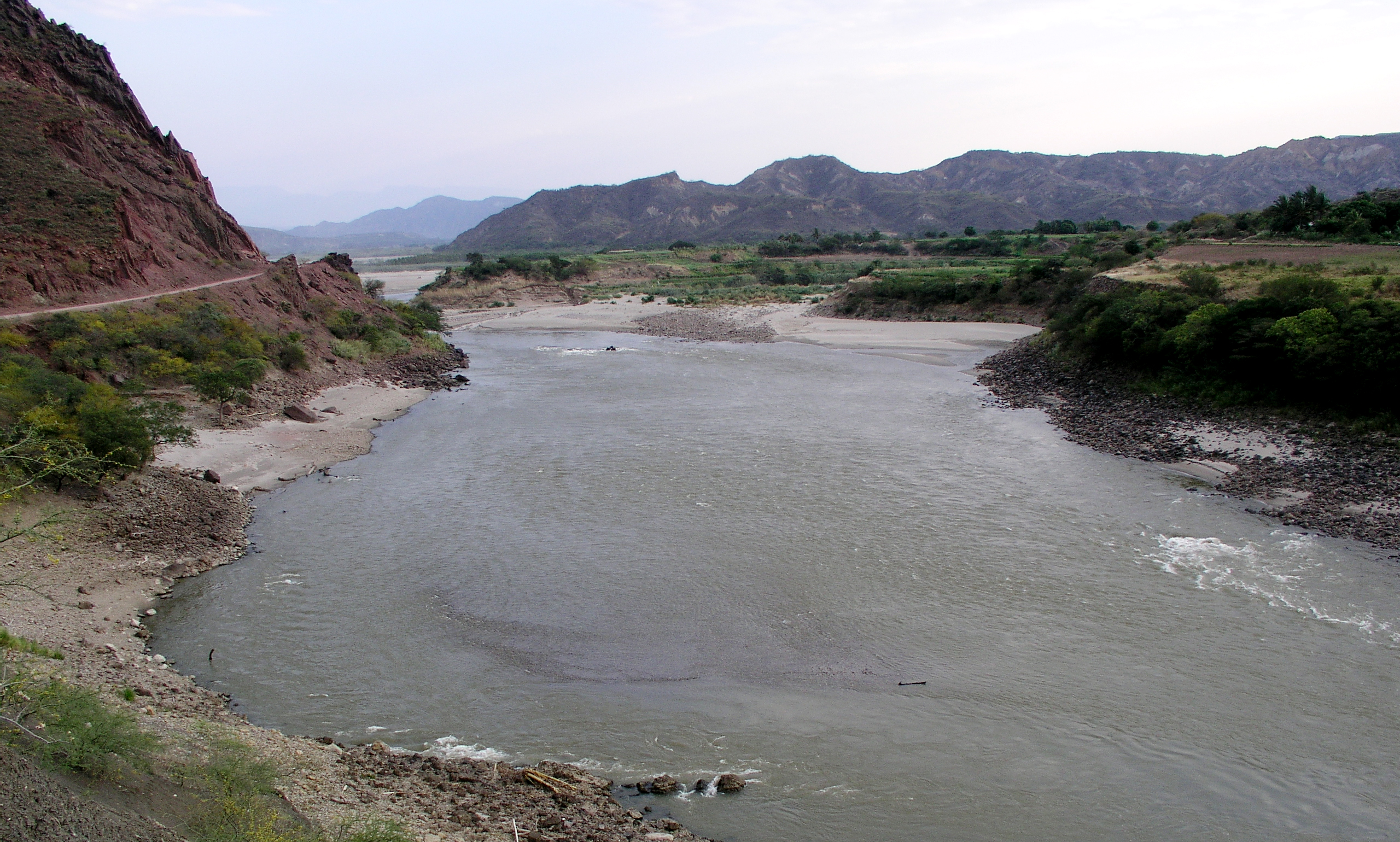
Le Marañon à l'entrée du Pongo de Rentema.